# Batman Begins (soundtrack)
Batman Begins: Original Motion Picture Soundtrack is de originele soundtrack van de film Batman Begins die werd gecomponeerd door Hans Zimmer en James Newton Howard. Het album werd uitgebracht op 15 juni 2005 door Warner Bros. Records.
De filmmuziek is een samensmelting van een symfonieorkest en elektronische muziek, waarbij Zimmer de actiescènes componeerde en Howard de dramatische scènes. Het orkest stond onder leiding van Gavin Greenaway. De opnames vonden plaats in de Air Studios in Londen. Additioneel muziek werd gecomponeerd door Ramin Djawadi en Mel Wesson. De tracklist bestaat uit namen van verschillende soorten vleermuizen in het latijn. Het nummer "Molossus" (actiethema muziek) wordt vaak vermeld als beste track van het album. Batman Begins is de eerste film uit Christopher Nolan's The Dark Knight-trilogie. In de Amerikaanse Billboard 200 stond het album als hoogste genoteerd op plaats 155.

## Musici
- Peter Davies - Trombone
- Paul Kegg - Cello
- Gary Kettel - Percussie
- Frank Ricotti - Percussie
- Chris Tedesco - Trompet
- James Thatcher - Hoorn
- Martin Tillman - Cello
- Bruce White - Altviool
- Jonathan Williams - Cello

## Nummers
| Nr.: | Titel:       | Duur: |
| ---- | ------------ | ----- |
| 1    | Vespertilio  | 2:52  |
| 2    | Eptesicus    | 4:20  |
| 3    | Myotis       | 5:46  |
| 4    | Barbastella  | 4:45  |
| 5    | Artibeus     | 4:20  |
| 6    | Tadarida     | 5:06  |
| 7    | Macrotus     | 7:36  |
| 8    | Antrozous    | 3:39  |
| 9    | Nycteris     | 4:26  |
| 10   | Molossus     | 4:49  |
| 11   | Corynorhinus | 5:04  |
| 12   | Lasiurus     | 7:27  |